# Heide Fulton
Heide Bronke Fulton es una diplomática estadounidense que se desempeña como embajadora de los Estados Unidos en Uruguay desde marzo de 2023. Anteriormente se desempeñó como encargada de Negocios —manejando la embajada de los Estados Unidos interinamente— en Honduras de junio de 2017 a julio de 2019.

## Primeros años
Fulton nació en Búfalo (Nueva York). Obtuvo una licenciatura en Artes en el Boston College y una maestría en Relaciones Internacionales en la Universidad de Troy.

## Carrera militar
Antes de incorporarse al Servicio Exterior, Fulton prestó servicio activo como oficial de Intendencia del Ejército de los Estados Unidos en Europa y luego como oficial de Asuntos Civiles. Fue enviada a Irak, donde se desempeñó como oficial Superior de Enlace de la Fuerza Multinacional para Irak en la Misión de Asistencia de las Naciones Unidas para Irak en Bagdad. Se retiró de la Reserva del Ejército de los Estados Unidos en 2020, tras 28 años de servicio.

## Carrera diplomática
Es miembro de carrera del Servicio Exterior Superior —que aglutina a los funcionarios con más altos rangos en el servicio en el exterior. Su rango es el de Ministra Consejera, el tercero en jerarquía. Su carrera en Washington D. C. incluye la dirección de la oficina principal de prensa, becaria Pearson en la Oficina del Senador Robert Menendez, asesora de prensa de la Oficina de Asuntos del Hemisferio Occidental y asistente especial del subsecretario de asuntos políticos. Se desempeñó como directora de la Oficina de Asuntos Mexicanos. También trabajó en el exterior, en Afganistán, Ecuador, Camboya y Filipinas. Se ha desempeñado como subsecretaria de Estado adjunta en la Oficina de Asuntos Internacionales de Narcóticos y Aplicación de la Ley desde el 10 de agosto de 2020.

### Encargada de la embajada de los Estado Unidos en Honduras
Fulton llegó a Honduras en noviembre de 2016 como ministra consejera. El 11 de junio de 2016, luego de la salida del embajador James Nealon, Fulton asumió la dirección de la embajada de los Estados Unidos en ese país en calidad de encargada de Negocios, al no haber sido nombrado un embajador sustituto. En ese momento, la presidencia de Donald Trump no nombró embajadores en 45 países.
El 31 de mayo de 2019, un día después de que Fulton emitiera una declaración instando a los hondureños a no cometer actos de violencia en el contexto de protestas contra el gobierno de Juan Orlando Hernández, manifestantes simpatizantes del partido Libre prendieron fuego a la entrada de la Embajada de los Estados Unidos.
Fulton terminó su labor diplomática el 12 de julio de 2019.

### Embajadora de los Estados Unidos en Uruguay
En mayo de 2022, el presidente de los Estados Unidos, Joe Biden, envió al Senado su nominación a Fulton para embajadora en Uruguay. El Senado la confirmó en diciembre de 2022, y fue juramentada el 27 de enero de 2023. Llegó al país sudamericano el 13 de febrero de 2023 e inició funciones el 22 de marzo. El 27 de junio de 2025 anunció el fin de su misión en Uruguay.

## Reconocimientos
- Orden Francisco Morazán en el grado de Gran Oficial (julio de 2019), por parte del gobierno de Honduras.[13]